# 坪上遗址
坪上遗址，位于山西省吕梁市柳林县三交镇坪上村东1公里，是中华人民共和国山西省文物保护单位之一。
2004年6月10日，授予山西省文物保护单位，是一座古遗址。